# Alkotó Muzsikusok Társasága
Az Alkotó Muzsikusok Társasága (AMT) magyar közhasznú társaság, amelyet 1991-ben hoztak létre. Az AMT tagjai olyan hivatásos zenészek, akik zeneszerzéssel is foglalkoznak, az egyesület rendezvényeinek nagy részén pedig a tagok által komponált műveket mutatják be.

## Megalakulás
1991 májusában született meg egy összművészeti csoport létrehozásának ötlete, amikor dr. Balla László, Bujtás József, Gallai Attila, Hajdu Lóránt, Papp János, Rékai Iván és Tóth Armand a Gerbeaud cukrászdában elhatározta a megalakulás helyét és idejét. Az Alkotó Muzsikusok Társasága 1991. június 1-jén jött létre az ÁHZ egyik hangolójában.
A tagok olyan hivatásos zenészek, akik zenetanári, zenekari tagi, művészi pályafutásuk mellett komponálnak, irodalommal vagy képzőművészettel foglalkoznak, esetleg több művészeti ágban is jeleskednek.
Az AMT közhasznú társaságként működik.

## Székhely
Az AMT első otthona a Lágymányosi Közösségi Ház volt (Budapest, Kőrösy J. u. 17.),
mely intézmény fontosnak tartotta az együttműködést a környezetében levő egyesületekkel.
1991-1999 között a társaság ezen a helyen végezte munkáját.
1999. december 31-én azonban a XI. kerületi Lágymányosi Közösségi Ház megszüntette eredeti tevékenységét.
Így 2000 januárjában az AMT új helyre, a szintén XI. kerületi Karinthy Szalonba költözött (1111 Budapest, Karinthy Frigyes út  22.) Azóta is itt működik a csoport.
A Szalon nemcsak az egyesület fogadóóráinak, hanem koncertjeinek és képzőművészeti kiállításainak is helyet adott otthont, 2018-ig.
2500 Esztergom, Kiss János vezérezredes út. 29. 

## Tagság
Az AMT-tagság összetételét minden szempontból a változatosság jellemzi.  
- Aktív tagok:
  - Asztalos Aliz, Baráz Ádám, Bujtás József, Csepregi György, Durkó Péter, Hajdu Lóránt, Hajdu Nelly, Hermann János, Horváth Zoltán, Kálvin Balázs, Magala Ronnie, Medenczi Román, Mérész Ignác, Nagy Zsolt Gábor, Nógrádi Péter, Szendi Ágnes.

- Pártoló tagok:
  - Asztalos Krisztina
  - Asztalos-Morell Ildikó
  - Bacskay Csilla
  - Bátki Fazekas Zoltán
  - ifj. Gallai Attila
  - Gallai Gergely
  - Gallai Lilla
  - Horváth Ildikó
  - Kálmán Anikó
  - Kárpáti Attila
  - Zubor Erzsébet

- Elhunyt tagok:
  - Papp János (1947- 1999)
  - Legány Dénes (1965-2000)
  - Lukin László  (1926-2004)
  - Büky Géza  (1940-2007)
  - Hukvári Jenő (1935-2010)
  - Rékai Iván (1934–2014)
  - Réti Zoltán (1923-2018)
  - Gallai Attila (1943-2022)
  - Révi Reichardt Tamás (1930-2023)  
  - Szánthó Lajos (1935-2024)

## Az AMT tagságának összetétele
- Elnök:  Szendi Ágnes
- Elnökség: Baráz Ádám, Csepregi György - elnökségi tagok
- Rendes tagok, pártoló tagok: A rendes tagok szavazati, a pártoló tagok csak tanácskozási joggal rendelkeznek.
- Ügyvezető titkár: Forgács Éva énekművésznő, pártoló tag 1991-től 2008. júniusig volt az AMT ügyvezető titkára. Egészségi okok miatt lemondott, és 2008. júniustól mint rendes tagot, meseírót üdvözölhetjük körünkben. 2008. júniustól 2010. decemberéig Horváth Ildikó zongoraművész-tanár, a Roland East Europe Ltd menedzsere,  2011-től 2014-ig Dr. Tötös Krisztina klarinétművész volt az AMT ügyvezető titkára. Jelenleg ismét Horváth Ildikó látja el ezt a feladatot.

## A rendezvények jellege
A programok nagy része a társaság zeneszerző tagjainak műveit felvonultató koncert, de más művészeti ágak is helyet kapnak az egyesületi hangversenyeken, pl. a zenedarabok között versfelolvasások is színesítik a műsort. Emellett saját tagsága számára kiállításokat is szervez az AMT.
A legtöbb rendezvény tavasszal zajlik, áprilisban-májusban vannak az ún. AMT-napok. Először 1994-ben tartott az AMT ilyen sorozatot. 
Jellegzetes vonása a társaságnak, hogy a műsorvezető beszélget a szerzőkkel a felcsendülő műveikkel kapcsolatban, így engedve bepillantást a szerzők műhelytitkaiba.
Néhány az eddigi műsorvezetők közül: 
- Varga Károly
- † Lukin  László
- Solymosi Tari Emőke
- Hűvösvölgyi Ildikó
- † Tarján Tamás
- Boros Attila
- Lázár Csaba
- Juhász Előd
- Tóth Sándor

## Külső hivatkozások
- Az egyesület hivatalos honlapja
- Luty Johanna: 20 éves az Alkotó Muzsikusok Társasága. Szakdolgozat. Szeged, 2012. Archiválva 2014. október 14-i dátummal a Wayback Machine-ben
- Magyar Zenei Tanács
- MusiciansWho[halott link]
- Fidelio Online[halott link]